# Ahuitzotl
Ahuitzotl (n. secolul al XV-lea, Tenochtitlan, Mexic – d. 2 septembrie 1502, Tenochtitlan, Mexic) a fost al optulea conducător aztec, fiul prințesei Atotoztli a II-a. El a fost responsabil pentru o mare parte din extinderea Mexica (aztec) și a consolidat puterea imperiului după emularea predecesorului său. A fost declarat conducător în anul 1486 după moartea predecesorului și fratelui său, Tizoc.
Sub numele de Teomitl, Ahuitzotl este un caracter primar care se afla în ultimul an al domniei lui Axayacatl și în primii ani ai domniei lui Tizoc.
Ahuitzotl este găsit în mitologia aztecă fiind o creatură descrisă ca un om-câine-maimuță ținându-se cu o mână de coadă.

## Legături externe
- Ahuitzotl - Ancient History Encyclopedia